# Gizella Farkas
Gizella „Gizi“ Farkas (* 18. November 1925 in Miskolc, Königreich Ungarn; † 17. Juni 1996 in Wien) war eine ungarische Tischtennisspielerin. Sie wurde dreimal Weltmeisterin im Einzel.

## Anfänge
Mit 10 Jahren begann Gizella Farkas unter Anleitung ihres Vaters mit dem Tischtennissport. Bereits 1940 wurde sie ungarische Meisterin. Im gleichen Jahr gewann sie in einem Turnier in Baden bei Wien gegen die ehemalige Weltmeisterin Trude Pritzi.

## Weltmeisterschaften
Von 1947 bis 1949 gewann Farkas dreimal hintereinander den Titel im Einzel. Dazu kommt dreimal Gold im Doppel und viermal Gold im Mixed. Von 1950 bis 1953 erreichte sie viermal das Endspiel, das sie jedes Mal gegen die Rumänin Angelica Rozeanu verlor. Silber holte sie einmal im Doppel und viermal mit der ungarischen Mannschaft.
Nach dem Endspiel bei der WM 1949 wurde Farkas von der Polizei verhaftet. Sie wurde beschuldigt, zusammen mit Erzsébet Mezei in Göteborg gestohlen zu haben. Der ungarische Tischtennisverband beorderte die Spielerinnen daraufhin noch während der Weltmeisterschaft nach Budapest zurück.

## Europameisterschaften
Farkas nahm zweimal an TT-Europameisterschaften teil. Dabei gewann sie 1958 den Titel im Mixed und 1960 mit dem ungarischen Damenteam.

## Sonstiges
In der ITTF-Weltrangliste 1947/48 belegte Farkas Platz 1. Wegen ihrer Erfolge wurde sie 1995 in die ITTF Hall of Fame aufgenommen.

## Privat
Gizella Farkas war hauptberuflich Tischtennisspielerin und arbeitete als Geschäftsführerin. Ihre Geschwister Anna Farkas,  József Farkas, László Farkas, Teréz Farkas und Zoltán Farkas spielten auch Tischtennis. Sie heiratete dreimal, erstmals einige Jahre vor 1951, und trat unter den Namen Gizella Lászlóné Fekete, Gizella Andorné Gervai (zweite Ehe Ende 1951) und Gizella Mihályné Lantos (Ehemann war der Fußballer Mihály Lantos) auf. Im Jahr 1974 übersiedelte sie nach Österreich, wo sie bis zuletzt lebte.

## Erfolge

### TT-Weltmeisterschaften
- 1947: Gold im Einzel, Doppel (mit Trude Pritzi) und Mixed (mit Ferenc Soós), Silber mit dem Team
- 1948: Gold im Einzel, Silber mit dem Team
- 1949: Gold im Einzel, Doppel (mit Helen Elliot) und Mixed (mit Ferenc Sidó), Bronze mit dem Team
- 1950: Silber im Einzel, Doppel (mit Angelica Rozeanu) und dem Team, Gold im Mixed (mit Ferenc Sidó)
- 1951: Silber im Einzel, Bronze im Doppel (mit Rozsi Karpati)
- 1952: Silber im Einzel, Bronze im Doppel (mit Edit Sagi) und im Mixed (mit József Kóczián)
- 1953: Silber im Einzel, Gold im Doppel (mit Angelica Rozeanu), Bronze im Mixed (mit József Kóczián) und mit dem Team
- 1954: Bronze im Doppel (mit Angelica Rozeanu), Gold im Mixed (mit Ivan Andreadis), Silber mit dem Team
- 1959: Bronze im Mixed (mit Zoltán Berczik)

### TT-Europameisterschaften
- 1958: Gold im Mixed (mit Zoltán Berczik)
- 1960: Gold mit dem ungarischen Team

### Nationale ungarische Meisterschaften
Farkas gewann die ungarischen Meisterschaften 15-mal im Einzel, 16-mal im Doppel und 13-mal im Mixed.
- 1940 Einzel, Doppel mit Anna Sipos, Mixed mit Josef Farkas
- 1942 Einzel, Doppel mit Sara Kolozsvari
- 1943 Einzel, Doppel mit Sara Kolozsvari, Mixed mit Josef Farkas
- 1944 Einzel, Doppel mit Ilona Király, Mixed mit Ferenc Sidó
- 1946 Einzel, Doppel mit Ida Ferenczy, Mixed mit Josef Farkas
- 1947 Einzel, Doppel mit Trude Pritzi, Mixed mit Ferenc Soós
- 1948 Einzel, Doppel mit Ilona Király, Mixed mit Ferenc Soós
- 1949 Einzel, Doppel mit Ilona Király, Mixed mit Ferenc Sidó
- 1950 Einzel, Doppel mit Agnes Almasy, Mixed mit Ferenc Sidó
- 1951 Einzel, Doppel mit Ilona Király, Mixed mit Ferenc Sidó
- 1952 Einzel, Doppel mit Ilona Király, Mixed mit Josef Farkas
- 1953 Einzel, Doppel mit Agnes Almasy, Mixed mit József Kóczián
- 1954 Doppel mit Angelica Rozeanu
- 1956 Einzel, Mixed mit Ferenc Sidó
- 1957 Mixed mit Zoltán Berczik
- 1958 Doppel mit Imrene Kerekes
- 1960 Doppel mit Imrene Kerekes

## Turnierergebnisse
| Verband | Veranstaltung       | Jahr | Ort       | Land | Einzel        | Doppel        | Mixed         | Team |
| ------- | ------------------- | ---- | --------- | ---- | ------------- | ------------- | ------------- | ---- |
| HUN     | Europameisterschaft | 1960 | Zagreb    | YUG  | Viertelfinale | Halbfinale    | Viertelfinale | 1    |
| HUN     | Europameisterschaft | 1958 | Budapest  | HUN  | Viertelfinale | Halbfinale    | Gold          |      |
| HUN     | Weltmeisterschaft   | 1959 | Dortmund  | FRG  | Viertelfinale | letzte 32     | Halbfinale    | 4    |
| HUN     | Weltmeisterschaft   | 1954 | Wembley   | ENG  | letzte 16     | Halbfinale    | Gold          | 2    |
| HUN     | Weltmeisterschaft   | 1953 | Bukarest  | ROU  | Silber        | Gold          | Halbfinale    | 3    |
| HUN     | Weltmeisterschaft   | 1952 | Bombay    | IND  | Silber        | Halbfinale    | Halbfinale    | 5    |
| HUN     | Weltmeisterschaft   | 1951 | Wien      | AUT  | Silber        | Halbfinale    | letzte 16     | 5    |
| HUN     | Weltmeisterschaft   | 1950 | Budapest  | HUN  | Silber        | Silber        | Gold          | 2    |
| HUN     | Weltmeisterschaft   | 1949 | Stockholm | SWE  | Gold          | Gold          | Gold          | 3    |
| HUN     | Weltmeisterschaft   | 1948 | Wembley   | ENG  | Gold          | Viertelfinale | Viertelfinale | 2    |
| HUN     | Weltmeisterschaft   | 1947 | Paris     | FRA  | Gold          | Gold          | Gold          | 2    |

## Philatelie
Von der Post in Cluj-Napoca Rumänien wurde folgender Poststempel verwendet: 12. Dezember 1996: Sonderstempel mit der Abbildung der Tischtennisspielerin Gizi Farkas.